# Ariarico
Ariarico (fl. IV secolo) è stato un re goto.

## Biografia
Fu il primo capo tervingio la cui esistenza è storicamente comprovata, poiché compare in fonti indipendenti rispetto alla Getica di Giordane, e con ogni probabilità fu il primo giudice (kindins) tervingio conosciuto. Il suo nome è giunto fino a noi sia attraverso Cassiodoro ed altre fonti antiche.
Nel 328, Costantino il Grande costruì un ponte sul Danubio e fortificazioni nei territori dell’Oltenia e della Valacchia. Questo provocò una migrazione dei Tervingi e dei Taifali verso ovest, nelle aree controllate dai Sarmati lungo il Tibisco. I Sarmati si allearono con Costantino, il quale incaricò suo figlio Costantino II di condurre una campagna contro i Goti nell’inverno del 332, che avrebbe provocato, secondo le fonti, circa centomila morti a causa del freddo e della mancanza di cibo. In ogni caso, per i Goti la guerra condotta da Ariarico si trasformò rapidamente da offensiva a lotta per la sopravvivenza.
Nel 332, Costantino il Grande stipulò un trattato o foedus con Ariarico, secondo cui i Goti, in cambio di un compenso annuo in denaro, fornivano un certo numero di truppe ausiliarie e potevano riprendere il commercio, per loro vitale, con i vicini romani lungo il Danubio. È probabile che i Goti fossero già federati romani prima del 332, ma questo trattato con Costantino è il primo accordo tra Roma e il popolo gotico di cui parlano fonti contemporanee. Questo trattato di pace rese i Romani così gioiosi che organizzarono nuove feste, i “giochi gotici”, che si tennero dal 4 al 9 febbraio a Bisanzio. Tuttavia, alcuni studiosi contestano che si trattasse di un vero foedus, sostenendo piuttosto che fu un atto di sottomissione.
Il figlio di Ariarico, Aorico, fu allevato a Costantinopoli, dove gli fu anche eretta una statua commemorativa. Patrick J. Geary ha suggerito che, sotto il governo di Ariarico, alcuni rami dei Goti occidentali si integrarono sempre più nel sistema dell’Impero Romano, fornendo truppe per le campagne militari contro l’Impero Sasanide.
Secondo Herwig Wolfram, le allitterazioni, le variazioni e il ritmo dei nomi Aorico ed Ariarico richiamano l’ideale dei nomi “Adubrando, Ildebrando, Eribrando”. Egli ritiene che le somiglianze e le analogie tra questi nomi possano suggerire che questi tre re appartenessero alla dinastia dei Balti.